# إكونوم
إكونوم كان ملكاً على الإمبراطورية الآشورية بين عام 1867 قبل الميلاد وعام 1860 قبل الميلاد حيث كان ابناً ل (لوشوما).
عرف هذا الملك لأجل بنائه معبد لله باسم (نينكيجال) لتقوية التحصينات لمدينة آشور كما عُنِي بصيانة الستعمرات التجارية في آسيا الصغرى وتركيا.